# Hellmonsödt
Hellmonsödt ist eine Marktgemeinde in Oberösterreich im Bezirk Urfahr-Umgebung im oberen Mühlviertel mit 2366 Einwohnern (Stand 1. Jänner 2024). Die Gemeinde liegt im Gerichtsbezirk Urfahr.

## Geographie
Hellmonsödt liegt auf einer Höhe von 825 m ü. A. im zentralen Bereich des Bezirks Urfahr-Umgebung im oberen Mühlviertel. Bezogen auf die naturschutzfachliche Raumgliederung liegt das südliche Gemeindegebiet in der Raumeinheit Zentralmühlviertler Hochland während der Norden der Gemeinde zum Leonfeldner Hochland gehört. Der westliche Randbereich der Gemeinde reicht zudem in die Einheit Südliche Böhmerwaldausläufer, hinzu kommt durch den Haselgraben im äußersten Südwesten ein geringer Anteil an der Einheit Donauschlucht und Nebentäler. Die Ausdehnung beträgt von Nord nach Süd 7,8 und von West nach Ost 5,5 Kilometer, die Gesamtfläche umfasst 18,08 Quadratkilometer. Hellmonsödt liegt damit im Mittelfeld der Gemeinden des Bezirks. Mit 120 Einwohnern pro km² lag Hellmonsödt 2013 im oberen Mittelfeld der Gemeinden. 2001 waren 49 Prozent der Gemeindefläche bewaldet, 45 Prozent der Fläche wurden landwirtschaftlich genutzt. Im Vergleich mit dem Bundesland Oberösterreich war Hellmonsödt wesentlich stärker bewaldet (Oberösterreich: 38,3 Prozent bzw. 49,3 Prozent). Der Anteil sonstiger Nutzungen (Bauflächen, Gärten, Gewässer und anderes) lag mit 6 Prozent unter dem Oberösterreichischen Durchschnitt von 13,8 Prozent.

### Geologie und Böden
Die Landschaft des Gemeindegebietes ist ein Teil des Granit- und Gneisplateaus (Böhmische Masse), das auf ein sehr altes Gebirge zurückgeht, das durch die Variszische Gebirgsbildung im Phanerozoikum/Paläozoikum (Karbon) entstand. Nach der starken Erodierung des ehemaligen Hochgebirges kam es während der Alpidischen Gebirgsbildung im Neogen zur Aufhebung des kristallinen Grundgebirges und in weiterer Folge im Neogen und Quartär zur Ablagerung von Sedimenten. Das Gemeindegebiet steigt vom Haselgraben nach Osten an, wobei die höchste Stelle im Gemeindegebiet mit rund 860 Metern im Bereich des Breitlüsser Waldes liegt. Der dominante Bodentyp in der Gemeinde ist kalkfreie Felsbraunerde aus Silikatmaterial, wobei Weinsberger Granit und Porphyrgneis vorherrschen. Die lehmigen Sandböden weisen dabei einen hohen bis sehr hohen Grobanteil auf. Zudem bestehen in Gräben und Mulden kalkfreie Gleyböden, wobei in Verebnungsbereichen Reliktpseudogley und in den übrigen Bereichen Pseudogley vorherrscht. Während die Felsenbraunerde mittel- bis geringwertiges Ackerland darstellt, das durch den hohen Grobanteil eine starke Geräteabnützung auslöst, stellen Gleyböden mittelwertiges und gut zu bearbeitendes bzw. gut befahrbares Acker- und Grünland dar.

### Landschaft und Vegetation
Das Gemeindegebiet von Hellmonsödt gliedert sich in drei Teillandschaften. Im Norden befindet sich eine landwirtschaftliche Intensivzone mit verdichtetem Siedlungsgebiet mit dem Gemeindezentrum Hellmonsödt. Das Teilgebiet liegt dabei im Leonfeldner Hochland, wobei der Westrand zum Haselgraben abfällt und teilweise zu den Naturräumen Zentralmühlviertler Hochland bzw. Donauschlucht und Nebentäler gehört. Der Großteil des Landschaft wird von intensiv bewirtschaftetem Grünland bedeckt, Ackerland besteht nur in geringem Umfang. Zudem besteht im Nordosten ein forstlich genutzter Fichtenwald, der den südlichen Ausläufer des Dreieggwaldes darstellt. Hinzu kommen kleinflächigere Wälder im Bereich der Kuppen- und Hanglagen. Im Süden schließt sich an die landwirtschaftliche Intensivzone eine Kuppenlandschaft mit geschlossenem Waldbereich an, die den Breitlüsser Wald beherbergt. Es handelt sich um ein zusammenhängendes Waldgebiet das überwiegend forstlich genutzten Fichtenwald beherbergt. Südlich des Breitlüsser Waldes liegt eine intensiv landwirtschaftlich genutzte Reststrukturlandschaft, in der vor allem Flächen mit gemischter Acker- und Grünlandwirtschaft mit Dauerweideflächen vorkommen. Hinzu kommen Siedlungen mit dörflichem Charakter sowie mehrere Weiler.

### Gewässer
Die Entwässerung des Gemeindegebietes erfolgt nach Westen zum Haselbach bzw. nach Osten zur Großen Gusen. Der Große Haselbach verläuft dabei vom Nordwesten des Gemeindegebiets nach Süden, wobei das Gewässer zwar parallel zur westlichen Gemeindegrenze, großteils aber etwas außerhalb dieser verläuft. Der Haselbach weist dabei ein durchgehendes Begleitgehölz auf und mäandriert frei und weitgehend naturnah. Zudem bestehen mit dem Schlossbach und dem Ramberger Bach im Norden des Gemeindegebietes zwei Zubringer zur Großen Gusen, wobei der Schlossbach am oder im Breitlüsser Wald und der Ramberger Bach gehölzfrei bzw. im Wald an der nordöstlichen Gemeindegrenze verläuft. Neben dem Schlossbach entspringt auch der Baumbach im Breitlüsser Wald, wobei der Baumbach in den Schlossbach mündet. Im Süden des Gemeindegebietes fließt von Norden nach Südosten der frei mäandrierende Gusenbach, der über durchgehende, jedoch lokal nur einreihige Uferbegleitgehölze, verfügt. Zudem bestehen der Hatbach und der Steinbach. Als stehende Gewässerliegen nur einige Teichanlagen auf dem Gemeindegebiet.

### Gemeindegliederung
Das Gemeindegebiet umfasst folgende Ortschaften (in Klammern Einwohnerzahl Stand 1. Jänner 2024):
- Althellmonsödt (217) samt Haselgraben und Im Hölzl
- Auedt (32)
- Eckartsbrunn (201)
- Hellmonsödt (1556) samt Glasau
- Oberaigen (74)
- Pelmberg (133) samt Waldhäuseln
- Weberndorf (47)
- Weignersdorf (106) samt Waldsiedlung

Das Gemeindegebiet gliedert sich in die Katastralgemeinde Hellmonsödt im Norden und Westen des Gemeindegebiets sowie in die Katastralgemeinde Pelmberg im Südosten. Die KG Hellmonsödt weist eine Größe von 1.358,08 Hektar auf, Pelmberg ist 447,55 Hektar groß. In der Katastralgemeinde Pelmberg liegt im Süden auf 800 Meter Höhe die Streusiedlung Pelmberg, zu der auch die Rotte Waldhäuseln und die Einzelhöfe oder -häuser Freilichtmuseum Pelmberg und Rössl gezählt werden. Pelmberg umfasste 2001 44 Gebäude und 14 land- und forstwirtschaftliche Betriebsstätten sowie zwei Arbeitsstätten. Östlich von Pelmberg liegt die Streusiedlung Weignersdorf mit der Waldsiedlung, wobei der Ortsteil 2001 27 Gebäude und neun land- und forstwirtschaftliche Betriebsstätten sowie zwei Arbeitsstätten umfasste.
Im Jahre 1875 wurde die Gemeinde Sonnberg im Mühlkreis angegliedert. Seit 1919 ist Sonnberg wieder eigenständig. Heute ist Hellmonsödt ein Naherholungsgebiet der Landeshauptstadt Linz.

### Nachbargemeinden
Nachbargemeinden sind Altenberg bei Linz im Süden, Kirchschlag bei Linz im Südwesten und Westen, Sonnberg im Mühlkreis im Nordwesten, Reichenau im Mühlkreis im Norden und Nordosten, Haibach im Mühlkreis im Osten und Alberndorf in der Riedmark im Südosten.

## Geschichte
Ursprünglich im Ostteil des Herzogtums Bayern liegend, gehörte der Ort seit dem 12. Jahrhundert zum Herzogtum Österreich, seit 1490 zum Fürstentum Österreich ob der Enns.
Die ersten urkundlichen Erwähnungen des Ortes stammen aus den Jahren 1260 (Helmigsode), 1366 (Helmeisoede) und 1370 (Helmansode),  wobei der Ortsname auf den im 13. Jahrhundert verbreiteten Personennamen Helmwig bzw. Helmwicus zurückzuführen ist.
Während der Napoleonischen Kriege war der Ort mehrfach besetzt und ist seither wieder bei Oberösterreich.
Nach dem Anschluss Österreichs an das Deutsche Reich am 13. März 1938 wurde Oberösterreich zum Gau Oberdonau. Nach 1945 erfolgte die Wiederherstellung Oberösterreichs.

## Bevölkerung

### Bevölkerungsstruktur
2014 lebten in der Gemeinde 2.194 Menschen, womit Hellmonsödt im Mittelfeld der Gemeinden des Bezirks lag. Ende 2001 waren 97,1 Prozent der Bevölkerung österreichische Staatsbürger (Oberösterreich 92,8 Prozent, Bezirk Urfahr-Umgebung 97,9 Prozent), bis zum Jahresbeginn 2013 sank der Wert leicht auf 96,3 Prozent (Oberösterreich 91,1 Prozent, Bezirk Rohrbach 96,9 Prozent) ab. Insgesamt wurden 2013 in der Gemeinde 80 Ausländer gezählt, die zu 68 Prozent aus Europa bzw. mehr als der Hälfte aus EU-Staaten stammten. Insgesamt lebten in Hellmonsödt 2013 125 Menschen mit einem ausländischen Geburtsland. Zur römisch-katholischen Kirche bekannten sich 2001 87,3 Prozent der Einwohner (Oberösterreich: 88,6 Prozent), 8,0 Prozent waren ohne Bekenntnis, 1,5 Prozent islamischen Glaubens und 2,1 Prozent evangelisch.
Der Altersdurchschnitt der Gemeindebevölkerung wich 2001 nur leicht vom Landesdurchschnitt ab. 20,7 Prozent der Einwohner von St. Martin waren jünger als 15 Jahre (Oberösterreich: 18,8 Prozent), 61,5 Prozent zwischen 15 und 59 Jahre alt (Oberösterreich: 61,6 Prozent). Der Anteil der Einwohner über 59 Jahre lag mit 17,9 Prozent unter dem Landesdurchschnitt von 20,2 Prozent. Der Altersdurchschnitt der Bevölkerung von Hellmonsödt veränderte sich in der Folge vor allem in den ersten zwei Segmenten. Der Anteil der unter 15-jährigen sank per 1. Jänner 2013 stark auf 14,2 Prozent, während sich der Anteil der Menschen zwischen 15 und 59 Jahren auf 68,8 Prozent deutlich erhöhte. Der Anteil der über 59-jährigen fiel leicht auf 17,0 Prozent. Nach dem Familienstand waren 2001 43,8 Prozent der Einwohner von Hellmonsödt ledig, 47,4 Prozent verheiratet, 4,1 Prozent verwitwet und 4,8 Prozent geschieden.

### Bevölkerungsentwicklung
Die Einwohnerzahl der Gemeinde Hellmonsödt stieg zwischen 1869 und 2013 um 222 Prozent, womit die Bevölkerungsentwicklung im leicht über der Entwicklung im Bundesland Oberösterreich bzw. im Bezirk Urfahr-Umgebung lag. Dabei hinkte die Einwohnerentwicklung bis Mitte des 20. Jahrhunderts jener im Bundesland hinterher, wobei die Bevölkerungszahl ab 1869 zwischen rund 950 und 1.100 Einwohnern hin und her pendelte. Erst in der zweiten Hälfte des 20. Jahrhunderts stieg die Einwohnerzahl in der Gemeinde sukzessive an, wobei zwischen 1971 und 2001 Wachstumsraten zwischen 15 und 26 Prozent pro Jahrzehnt verzeichnet wurden. Grund für die hohen Zuwachsraten in der zweiten Hälfte des 20. Jahrhunderts waren sowohl ein hoher Geburtenüberschuss sowie eine deutliche Zuwanderung in Folge der Lage nahe der Landeshauptstadt Linz. Seit 2001 ist die Wanderungsbilanz nahezu ausgeglichen, jedoch konnte die Gemeinde dank eines Geburtenüberschusses leicht an Einwohnern hinzugewinnen.

## Kultur und Sehenswürdigkeiten

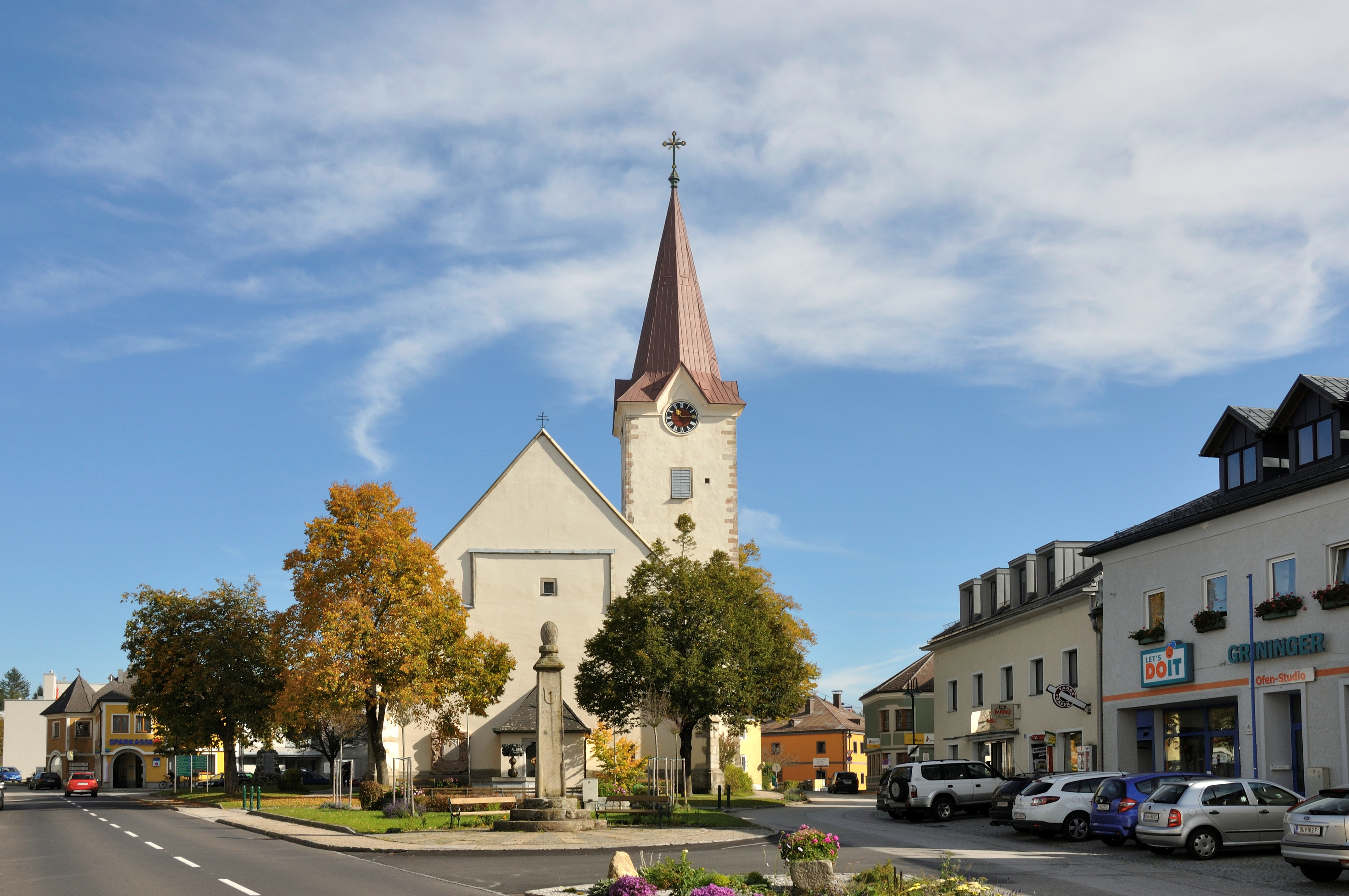
Pfarrkirche Hellmonsödt

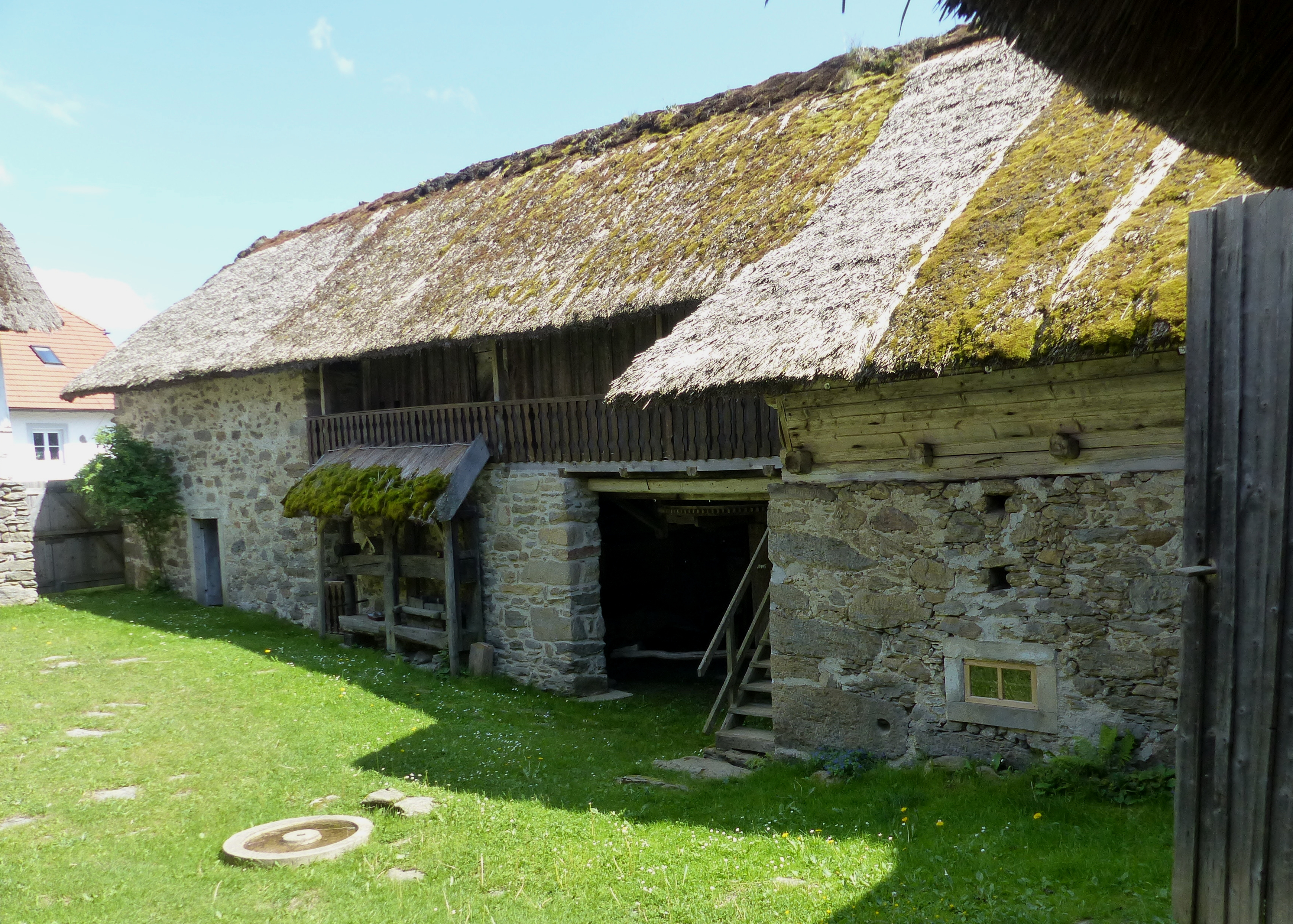
Freilichtmuseum Pelmberg

- Katholische Pfarrkirche Hellmonsödt hl. Alexius: Die spätgotische Kirche wurde im Auftrag von Johann von Starhemberg errichtet. Die Kirche weist ein differenziert gestaltetes Netzrippengewölbe im Altarraum auf.
- Freilichtmuseum Pelmberg mit dem Denkmalhof Mittermayr: Der erstmals urkundlich 1325 erwähnte und 1966 eingerichtete Denkmalhof vermittelt ein lebendiges Bild der historischen Arbeits- und Lebenswelt in einem Mühlviertler Bauernhof.[10]
- Kunstmuseum Artemons: neben dem Museum Angerlehner eines der größten Privatmuseen Oberösterreich für zeitgenössische Malerei u. a. mit Dauerausstellung von Werken Albrecht Dunzendorfers[11]
- Planetenweg

## Politik

### Gemeinderat
Der Gemeinderat hat 25 Mitglieder.
- Mit den Gemeinderats- und Bürgermeisterwahlen in Oberösterreich 1997 hatte der Gemeinderat folgende Verteilung: 14 ÖVP, 6 SPÖ und 5 FPÖ.[12]
- Mit den Gemeinderats- und Bürgermeisterwahlen in Oberösterreich 2003 hatte der Gemeinderat folgende Verteilung: 14 ÖVP, 9 SPÖ und 2 FPÖ.[13]
- Mit den Gemeinderats- und Bürgermeisterwahlen in Oberösterreich 2009 hatte der Gemeinderat folgende Verteilung: 15 ÖVP, 7 SPÖ und 3 FPÖ.[14]
- Mit den Gemeinderats- und Bürgermeisterwahlen in Oberösterreich 2015 hatte der Gemeinderat folgende Verteilung: 20 ÖVP und 5 FPÖ.[15]
- Mit den Gemeinderats- und Bürgermeisterwahlen in Oberösterreich 2021 hat der Gemeinderat folgende Verteilung: 19 ÖVP und 6 FPÖ.[16]

### Bürgermeister
Der Bürgermeister wird seit 1997 in einer Direktwahl bestimmt, wobei es bei keiner absoluten Mehrheit für einen Kandidaten zu einer Stichwahl kommt. Die erste Bürgermeisterdirektwahl konnte Bürgermeister Anton Schwarz (ÖVP) mit 60,5 Prozent gegen die Kandidaten der SPÖ und FPÖ im ersten Wahlgang für sich entscheiden. Auch 2003 und 2009 setzte sich Schwarz mit 55,6 bzw. 67,1 Prozent gegen seine beiden Konkurrenten durch.
Bürgermeister seit 1850:
| Amtszeit  | Name                  | Amtszeit  | Name                     |
| --------- | --------------------- | --------- | ------------------------ |
| 1850–1875 | Franz Paul Lugmayr    | 1945–1946 | Karl Edtstadler          |
| 1875–1894 | Josef Hochmair        | 1946–1949 | Josef Kaineder           |
| 1894–1906 | Michael Penzenleitner | 1949–1961 | Ludwig Egger             |
| 1906–1919 | Franz Schwarz         | 1961–1973 | Johann Obermüller        |
| 1919–1920 | Egid Franzl           | 1973–1997 | Hermann Schwarz          |
| 1920–1924 | Josef Lugmayr         | 1997–2014 | Anton Schwarz (ÖVP)      |
| 1924–1929 | Karl Ortner           | seit 2015 | Jürgen Wiederstein (ÖVP) |
| 1929–1934 | Johann Schwarzmüller  |           |                          |
| 1934–1945 | Johann Radlmüller     |           |                          |

### Wappen
Das Gemeindewappen wurde am 23. Dezember 1976 vom Gemeinderat ebenso wie die Gemeindefarben (Schwarz-Gelb-Grün) festgelegt. Die Verleihung des Gemeindewappens und die Genehmigung der vom Gemeinderat festgesetzten Gemeindefarben erfolgte schließlich durch Beschluss der oberösterreichischen Landesregierung am 31. Jänner 1977. Die Blasonierung des Wappens lautet: In Schwarz über einem grünen Dreiberg ein goldener Stechhelm. Das Wappen geht auf einen Entwurf von Franz Lehrer aus Linz zurück und lehnt sich an das älteste bekannte Marktsiegel mit der Umschrift S . D . MARKT HELMSED an. Das Wappenbild soll dabei redend auf den Ortsnamen hinweisen, wobei dieser jedoch mehr von der frühen Ansiedlung eines „Helmwic in der Öde“ abgeleitet wird. Der im ursprünglichen Marktsiegel nicht vorhandene Dreiberg weist auf die geographische Lage der Gemeinde über dem Linzer Donaubecken am Scheitelpunkt des Haselgrabens hin.

## Persönlichkeiten

### Ehrenbürger der Gemeinde
- Albrecht Dunzendorfer (1907–1980), Maler

### Söhne und Töchter der Gemeinde
- Johann Ignaz Schiffermüller (1727–1806), Theologe und Zoologe, bedeutender österreichischer Lepidopterologe
- Peter Hofbauer (1886–1962), Landwirt und Politiker
- Emilie Schwarz (* 1934), Behindertensportlerin
- Bernadette Arnoldner (* 1978), Landesgeschäftsführerin ÖVP Wien, Stadträtin Wien.
- Katrin Lang (* 1982), Duathletin und Triathletin
- Alexander Prass (* 2001), Fußballspieler